# Alexei Walerjewitsch Nikitin
Alexei Walerjewitsch Nikitin (russisch Алексей Валерьевич Никитин; * 27. Januar 1992 in Moskau) ist ein russischer Fußballspieler.

## Karriere

### Verein
Nikitin begann seine Karriere bei ZSKA Moskau. Im Januar 2012 wurde er an den Zweitligisten FK Jenissei Krasnojarsk verliehen. Im April 2012 gab er sein Debüt in der Perwenstwo FNL. Bis zum Ende der Saison 2011/12 kam er zu fünf Zweitligaeinsätzen. Zur Saison 2012/13 wurde er von Jenissei fest verpflichtet. In jener Spielzeit kam er zu 18 Einsätzen. In der Saison 2013/14 spielte er bis zur Winterpause zehnmal in der FNL.
Im Februar 2014 wechselte Nikitin zum Erstligisten Amkar Perm. Dort gab er im März 2014 gegen Wolga Nischni Nowgorod sein Debüt in der Premjer-Liga. Bis zum Ende der Saison kam er zu zehn Erstligaeinsätzen. In der Saison 2014/15 spielte er siebenmal im Oberhaus. Zur Saison 2015/16 wechselte der Innenverteidiger zum Ligakonkurrenten FK Ufa. In seiner ersten Spielzeit in Ufa absolvierte er 21 Partien. In der Saison 2016/17 kam er zu 16 Einsätzen. In der Saison 2017/18 spielte er 18, in der Saison 2018/19 zehnmal. In der Saison 2019/20 spielte der Abwehrspieler nur achtmal. In den Spielzeiten 2020/21 und 2021/22 kam er zu jeweils 23 Einsätzen. 2022 stieg er mit Ufa aus der Premjer-Liga ab.
Nikitin blieb der Liga allerdings erhalten und wechselte zur Saison 2022/23 zum FK Chimki. Für Chimki kam er neunmal zum Einsatz. Bereits im Februar 2023 verließ er den Klub wieder und wechselte nach Bosnien und Herzegowina zum FK Tuzla City.

### Nationalmannschaft
Nikitin spielte 2011 und 2014 für russische Jugendnationalteams. Mit der U-21-Auswahl nahm er 2013 an der EM teil, bei der er jedoch ohne Einsatz blieb. Russland schied punktelos in der Vorrunde aus.